# XXe siècle en musique
| \| • Retour à la chronologie générale de la musique populaire • \| |
| XXIe siècle • XXe siècle • XIXe siècle • XVIIIe siècle XVIIe siècle • XVIe siècle • XVe siècle • XIVe siècle XIIIe siècle • XIIe siècle • XIe siècle • Xe siècle IXe siècle • VIIIe siècle • Haut Moyen Âge • Rome • Grèce |
| • Retour à la chronologie générale de la musique populaire • |

| • Retour à la chronologie générale de la musique populaire • |

| Années de la musique populaire : 1897 - 1898 - 1899 - 1900 - 1901 - 1902 - 1903    |
| Décennies de la musique populaire : 1870 - 1880 - 1890 - 1900 - 1910 - 1920 - 1930 |

## Naissances

### Naissances 1900-1909
- 1900 Nicolaï Berezowsky, (1900-1953)
- 1900 Alan Bush, (1900-1995)
- 1900 Yasuji Kiyose, (1900-1981)
- 1900 Otto Luening, (1900-1996)
- 1900 Solomon Pimsleur, (1900-1962)
- 1900 Harold Triggs, (1900-)
- 1900 Joseph Frederick Wagner, (1900-1974)
- 1901 Leo Justinus Kauffmann, (1901-1944)
- 1901 Boris Koutzen, (1901-1966)
- 1901 Colin McPhee, (1901-1964)
- 1901 Masao Ohki, (1901-1971)
- 1901 Harry Partch, (1901-1974)
- 1901 Ernst Pepping, (1901-1981)
- 1901 Marcel Poot, (1901-1988)
- 1902 Mark Brunswick, (1902-1971)
- 1902 Wells Hively, (1902-1969)
- 1902 Vladimir Nikolaievitch Kriukov, (1902-)
- 1903 Abram Chasins, (1903-1987)
- 1903 Vernon Duke, (1903-1969)
- 1903 Irwin Fischer, (1903-1977)
- 1903 Vittorio Giannini, (1903-1966)
- 1903 Marc Lavry, (1903-1967)
- 1903 Nikolai Lopatnikoff, (1903-1976)
- 1903 Priaulx Rainier, (1903-)
- 1904 John Henry Antill, (1904-1986)
- 1904 Leo Arnaud, (1904-1991)
- 1904 Janis Kalnins, (1904-)
- 1904 Clarence Mader, (1904-1971)
- 1904 Richard Mohaupt, (1904-1957)
- 1904 Alan Richardson, (1904-1978)
- 1904 Guido Santórsola, (1904-1994)
- 1905 Marc Blitzstein, (1905-1964)
- 1905 Francis Chagrin, (1905-1972)
- 1905 Herbert Fromm, (1905-1995)
- 1905 Mátyás Seiber, (1905-1960)
- 1905 Fela Sowande, (1905-1987)
- 1905 Elinor Remick Warren, (1905-)
- 1905 Dag Wirén, (1905-1986)
- 1906 Franz Xaver Biebl, (1906-2001)
- 1906 Arnold Cooke, (1906-2005)
- 1906 Paul Creston, (1906-1985)
- 1906 Ross Lee Finney, (1906-)
- 1906 Miriam Gideon, (1906-)
- 1906 Hunter Johnson, (1906-)
- 1906 Willson Osborne, (1906-)
- 1906 Hans Joachim Schaeuble, (1906-)
- 1906 Louise Talma, (1906-)
- 1906 Dalibor Cyril Vackar, (1906-)
- 1906 David van Vactor, (1906-)
- 1906 Franz Waxman, (1906-1962)
- 1907 Henk Badings, (1907-1987)
- 1907 Arnold Elston, (1907-1971)
- 1907 Shirō Fukai, (1907-1959)
- 1907 Gene Gutche, (1907-)
- 1907 Walter Kaufmann, (1907-1984)
- 1907 Yoritsune Matsudaira, (1907-2001)
- 1907 Bernard Naylor, (1907-)
- 1907 Burrill Phillips, (1907-)
- 1907 Howard Swanson, (1907-1978)
- 1907 Antoni Szalowski, (1907-)
- 1907 Alec Wilder, (1907-1980)
- 1908 Leroy Anderson, (1908-1975)
- 1908 Victor Babin, (1908-1972)
- 1908 Johan Franco, (1908-)
- 1908 Ray Green, (1908-)
- 1908 Halsey Stevens, (1908-)
- 1908 Gerald Strang, (1908-)
- 1908 Eugen Suchon, (1908-1993)
- 1908 John Verrall, (1908-)
- 1909 Alexander Borisoff, (1909-)
- 1909 Brian Easdale, (1909-1995)
- 1909 Sixten Eckerburg, (1909-)
- 1909 Harald Genzmer, (1909-)
- 1909 Edwin Gerschefski, (1909-)
- 1909 Vagn Holmboe, (1909-1996)
- 1909 Elie Siegmaster, (1909-1991)
- 1909 Alfred Uhl, (1909-)

### Naissances 1910-1919
- 1910 Josef Alexander, (1910)
- 1910 Julius Chajes, (1910-1985)
- 1910 Arthur Cohn, (1910)
- 1910 Blas Galindo, (1910-1993)
- 1910 Werner Wolf Glaser, (1910-2006)
- 1910 Richard Franko Goldman, (1910)
- 1910 Parks Grant, (1910)
- 1910 Bernhard Heiden, (1910)
- 1910 Charles Jones, (1910-1997)
- 1910 Erland von Koch, (1910-2009)
- 1910 Mario Peragallo, (1910)
- 1910 Sam Raphling, (1910)
- 1910 Paul Reif, (1910)
- 1910 Leon Stein, (1910)
- 1910 Soulima Stravinsky, (1910-1994)
- 1910 Vilem Tausky, (1910-2004)
- 1911 Bruno Bartolozzi, (1911)
- 1911 Shan de Ding, (1911)
- 1911 Goddard Lieberson, (1911-1977)
- 1911 Lowndes Maury, (1911)
- 1911 Robert McBride, (1911)
- 1911 Lionel Nowak, (1911)
- 1911 Franz Reizenstein, (1911-1968)
- 1911 Julia Smith, (1911-1989)
- 1911 Phyllis Tate, (1911)
- 1911 George Tremblay, (1911)
- 1912 Wayne Barlow, (1912-1996)
- 1912 Arthur Berger, (1912)
- 1912 Rayner Brown, (1912)
- 1912 Ingolf Dahl, (1912-1970)
- 1912 Xavier Montsalvatge, (1912-2002)
- 1912 Lille Bror Soderlundh, (1912-1957)
- 1912 Hugo Weisgall, (1912)
- 1913 Milton Adolphus, (1913-1988)
- 1913 George Barati, (1913)
- 1913 Bruno Bettinelli, (1913-2004)
- 1913 Eldin Burton, (1913)
- 1913 Peggy Stuart Coolidge, (1913)
- 1913 Norman Dello Joio, (1913)
- 1913 John Edmunds, (1913)
- 1913 Alvin Etler, (1913-1973)
- 1913 Vivian Fine, (1913)
- 1913 Grant Fletcher, (1913)
- 1913 Kent Kennan, (1913)
- 1913 George Lloyd, (1913-1998)
- 1913 Netty Simons, (1913-)
- 1914 Norman Cazden, (1914-)
- 1914 Cecil Effinger, (1914-)
- 1914 Irving Fine, (1914-1962)
- 1914 Robert Gross, (1914-)
- 1914 Jan Kapr, (1914-)
- 1914 Gail Kubik, (1914-1984)
- 1914 William Southcombe Lloyd Weber, (1914-1982)
- 1914 Leland Procter, (1914-)
- 1914 Roman Ryterband, (1914-)
- 1915 Louis Haber, (1915-)
- 1915 Jan Hanus, (1915-)
- 1915 Homer Keller, (1915-)
- 1915 Dai Keong Lee, (1915-)
- 1915 Robert Moffat Palmer, (1915-2003)
- 1915 George Perle, (1915-)
- 1915 Herman Stein, (1915-2007)
- 1915 Carlos Surinach, (1915-)
- 1916 Abel Carlevaro, (1916-2001)
- 1916 Gordon Binkerd, (1916-)
- 1916 Karl-Birger Blomdahl, (1916-1968)
- 1916 Houston Bright, (1916-)
- 1916 Valentino Bucchi, (1916-1976)
- 1916 Merrill Ellis, (1916-)
- 1916 Scott Huston, (1916-)
- 1916 William Presser, (1916-)
- 1916 Eldon Rathburn, (1916-)
- 1916 Robert Kenneth Rohe, (1916-)
- 1916 Ben Weber, (1916-1979)
- 1917 Claus Adam, (1917-)
- 1917 Perry Beach, (1917-)
- 1917 Charles Harold Bernstein, (1917-)
- 1917 Roque Cordero, (1917-)
- 1917 Robert Erickson, (1917-1997)
- 1917 Don Hammond, (1917-)
- 1917 Lou Harrison, (1917-2003)
- 1917 Ulysses Kay, (1917-)
- 1917 George Malcolm, (1917-)
- 1917 William McCauley, (1917-)
- 1917 Oskar Morawetz, (1917-)
- 1917 Reginald Smith-Brindle, (1917-)
- 1917 Robert Ward, (1917-2013)
- 1917 Richard Yardumian, (1917-)
- 1918 Joseph Goodman, (1918-)
- 1918 Lucrecia Roces Kasilag, (1918-)
- 1918 Malloy Miller, (1918-)
- 1918 C. Alexander Peloquin, (1918-)
- 1918 Godfrey Ridout, (1918-)
- 1919 Bulent Arel, (1919-)
- 1919 Lex van Delden, (1919-1988)
- 1919 Hershy Kay, (1919-1981)
- 1919 Johan Kvandal, (1919-1999)
- 1919 Vaclav Nelhybel, (1919-1996)
- 1919 Claudio Santoro, (1919-)
- 1919 Rezső Sugár, (1919-1988)
- 1919 Moysey Samuilovitch Vainberg, (1919-)

### Naissances 1920-1929
- 1920 John Addison, (1920-1998)
- 1920 Alexandre Aroutiounian, (1920-2012)
- 1920 Geoffrey Bush, (1920-1998)
- 1920 Jesse Ehrlich, (1920-)
- 1920 Paul Fetler, (1920-)
- 1920 Peter Racine Fricker, (1920-1990)
- 1920 Earl Kim, (1920-1998)
- 1920 John LaMontaine, (1920-2013)
- 1920 John Lessard, (1920-)
- 1920 Torbjorn Iwan Lundquist, (1920-)
- 1920 Harold Shapero, (1920-2013)
- 1921 Richard Adler, (1921-2012)
- 1921 Jack Beeson, (1921-)
- 1921 William Bergsma, (1921-1994)
- 1921 Marcel Bitsch, (1921-2011)
- 1921 Richard Brewer, (1921-)
- 1921 Ernest Gold, (1921-1999)
- 1921 André Hodeir, (1921-2011)
- 1921 Karel Husa, (1921-)
- 1921 Andrew W. Imbrie, (1921-)
- 1921 Joonas Kokkonen, (1921-1996)
- 1921 Robert Kurka, (1921-1957)
- 1921 Ingvar Lidholm, (1921-)
- 1921 Anestis Logothetis, (1921-)
- 1921 Astor Piazzolla, (1921-1992)
- 1921 Gyorgy Rayki, (1921-)
- 1921 Jerome Rosen, (1921-)
- 1921 Leonard Lopes Salzedo, (1921-)
- 1921 Ralph Shapey, (1921-2002)
- 1921 Paul Sifler, (1921-)
- 1921 Robert Simpson, (1921-1997)
- 1921 Franz Tischhauser, (1921-)
- 1921 Charles Turner, (1921-)
- 1921 Donald H. White, (1921-)
- 1922 Fikret Amirov, (1922-1984)
- 1922 John Bavicchi, (1922-)
- 1922 Irwin Bazelon, (1922-1995)
- 1922 John Boda, (1922-)
- 1922 Romeo Cascarino, (1922-2002)
- 1922 Robert Evett, (1922-1975)
- 1922 Lukas Foss, (1922-2009)
- 1922 Harry Freedman, (1922-)
- 1922 Iain Hamilton, (1922-)
- 1922 Pierre Hasquenoph, (1922-1982)
- 1922 Kaljo Raid, (1922-)
- 1922 Gerardo Rusconi, (1922-)
- 1922 Kazimierz Serocki, (1922-)
- 1922 Francis Thorne, (1922-)
- 1922 Roy Travis, (1922-)
- 1922 Howard Whittaker, (1922-)
- 1923 Robert 0 Abramson, (1923-)
- 1923 Longins Apkalns, (1923-)
- 1923 Don Banks, (1923-1980)
- 1923 Leslie Bassett, (1923-2016)
- 1923 Wen Chung Chou, (1923-)
- 1923 Arthur Custer, (1923-)
- 1923 Frank Erickson, (1923-)
- 1923 William Flanagan, (1923-1969)
- 1923 Jean Eichelberger Ivey, (1923-)
- 1923 Simeon ten Holt, (1923-2012)
- 1923 Leo Kraft, (1923-)
- 1923 William Kraft, (1923-)
- 1923 Donald Lybbert, (1923-)
- 1923 Donald MacInnis, (1923-)
- 1923 Peter Mennin, (1923-1983)
- 1923 Gunther Mittergradneggr, (1923-)
- 1923 Daniel Pinkham, (1923-)
- 1923 Hector Tosar, (1923-)
- 1923 Lester Trimble, (1923-)
- 1923 Elie Yarden, (1923-)
- 1923 Friedrich Zehm, (1923-)
- 1923 Efrem Jr. Zimbalist, (1923-)
- 1924 Hugh Aitken, (1924-)
- 1924 Warren Benson, (1924-)
- 1924 Thomas Beversdorf, (1924-)
- 1924 Stephen Dodgson, (1924-)
- 1924 Arthur Frackenpohl, (1924-)
- 1924 Earl George, (1924-)
- 1924 Lejaren Hiller, (1924-1994)
- 1924 Maurice Jarre, (1924-2009)
- 1924 Frederick Koch, (1924-)
- 1924 Ezra Laderman, (1924-)
- 1924 Billy Jim Layton, (1924-)
- 1924 Benjamin Lees, (1924-2010)
- 1924 Robert Parris, (1924-)
- 1924 Julia Perry, (1924-)
- 1924 Charles H. Reynolds, (1924-)
- 1924 Antal Ribari, (1924-)
- 1924 Klaus George Roy, (1924-)
- 1924 Gerhard Samuel, (1924-)
- 1924 Robert Starer, (1924-2001)
- 1924 Elias Tanenbaum, (1924-)
- 1925 Gustavo Becerra, (1925-)
- 1925 Allan Blank, (1925-)
- 1925 Alvin Brehm, (1925-)
- 1925 Jindrich Feld, (1925-)
- 1925 Emmanuel Ghent, (1925-)
- 1925 Richard Hoffmann, (1925-)
- 1925 Wlodzimierz Kotonski, (1925-)
- 1925 Frank Lewin, (1925-)
- 1925 Robert Linn, (1925-)
- 1925 Teo Macero, (1925-2008)
- 1925 William Mayer, (1925-)
- 1925 James Moody, (1925-2010)
- 1925 Julian Orbon, (1925-)
- 1925 Hale Smith, (1925-)
- 1925 Harry Stewart Somers, (1925-)
- 1925 Claudio Spies, (1925-)
- 1925 Aurelio de la Vega, (1925-)
- 1925 Paul W. Whear, (1925-)
- 1926 Robert Basart, (1926-)
- 1926 Jan Carlstedt, (1926-)
- 1926 Barney Childs, (1926-)
- 1926 Paul Cooper, (1926-1996)
- 1926 Franco Evangelisti, (1926-1980)
- 1926 Carlisle Floyd, (1926-)
- 1926 George Heussenstamm, (1926-)
- 1926 Lee Hoiby, (1926-2011)
- 1926 Joseph Horovitz, (1926-)
- 1926 Ben Johnston, (1926-)
- 1926 Karl Kohn, (1926-)
- 1926 Meyer Kupferman, (1926-)
- 1926 Ton de Leeuw, (1926-1996)
- 1926 Robert Hall Lewis, (1926-)
- 1926 Ilhan Kemaleddin Mimaroglu, (1926-)
- 1926 Francois d'Assise Morel, (1926-)
- 1926 Bain Murray, (1926-)
- 1926 Ben-Zion Orgad, (1926-2006)
- 1926 Hans Otte, (1926-)
- 1926 Verne Reynolds, (1926-)
- 1926 Marga Richter, (1926-)
- 1926 William Schmidt, (1926-)
- 1926 Seymour Shifrin, (1926-)
- 1926 William O. Smith, (1926-)
- 1926 Arthur Wills, (1926-)
- 1926 Rolv Yttrehus, (1926-)
- 1927 Frank Campo, (1927-)
- 1927 Joseph Castaldo, (1927-)
- 1927 Emma Lou Diemer, (1927-)
- 1927 John Downey, (1927-)
- 1927 Donald Erb, (1927-)
- 1927 Vittorio Fellegara, (1927-)
- 1927 Walter Hartley, (1927-)
- 1927 Wilfred Josephs, (1927-)
- 1927 Maurice Karkoff, (1927-)
- 1927 Wilhelm Killmayer, (1927-)
- 1927 Osvaldo Lacerda, (1927-)
- 1927 Leon Levitch, (1927-)
- 1927 Salvatore Martirano, (1927-1995)
- 1927 Lawrence Moss, (1927-)
- 1927 John Ronsheim, (1927-)
- 1927 Russell Smith, (1927-)
- 1927 Richard Swift, (1927-)
- 1927 Charles Whittenberg, (1927-)
- 1928 T. J. Anderson, (1928-)
- 1928 Wallace Berry, (1928-)
- 1928 Arthur Cunningham, (1928-)
- 1928 Jean-Michel Damase, (1928-2013)
- 1928 Jacob Druckman, (1928-1996)
- 1928 Nicolas Flagello, (1928-)
- 1928 Kenneth Gaburo, (1928-)
- 1928 Robert Helps, (1928-)
- 1928 John Huggler, (1928-)
- 1928 Nelson Keyes, (1928-)
- 1928 Karl Korte, (1928-)
- 1928 Ray Luke, (1928-)
- 1928 Ursula Mamlok, (1928-)
- 1928 Donal Michalsky, (1928-)
- 1928 Thea Musgrave, (1928-)
- 1928 Jesus Pinzon, (1928-)
- 1928 Hermann Regner, (1928-)
- 1928 William Joseph Russo, (1928-)
- 1928 Peter Sacco, (1928-)
- 1928 Ezra Sims, (1928-)
- 1928 William Sydeman, (1928-)
- 1928 Willem Woestenburg, (1928-)
- 1929 Alfredos Santos Buenaventura, (1929-)
- 1929 Harold Farberman, (1929-)
- 1929 Donald Keats, (1929-)
- 1929 Charles Knox, (1929-)
- 1929 Kenneth Leighton, (1929-1988)
- 1929 Edwin London, (1929-)
- 1929 Maria MestresQuadrenyJose, (1929-)
- 1929 Richard Moryl, (1929-)
- 1929 Robert Muczynski, (1929-2010)
- 1929 Ron Nelson, (1929-)
- 1929 Thomas Putsche, (1929-)
- 1929 J. K. Randall, (1929-)
- 1929 Robert Sibbing, (1929-)
- 1929 Paul Turok, (1929-)
- 1929 Floyd Werle, (1929-)
- 1929 Yehudi Wyner, (1929-)

### Naissances 1930-1939
- 1930 David Werner Amram, (1930-)
- 1930 Larry Austin, (1930-)
- 1930 Claude Bolling, (1930-2020)
- 1930 Robert Ceely, (1930-)
- 1930 Ornette Coleman, (1930-2015)
- 1930 Pierre-Max Dubois, (1930-1995)
- 1930 David Epstein, (1930-)
- 1930 Richard Felciano, (1930-)
- 1930 Pierre Gabaye, (1930-2000)
- 1930 George Green, (1930-)
- 1930 Werner Heider, (1930-)
- 1930 Joseph Kantor, (1930-)
- 1930 Bent Lylloff, (1930-)
- 1930 Edward J. Miller, (1930-)
- 1930 Andreï Petrov, (1930-2006)
- 1930 Eric Stokes, (1930-)
- 1930 Willard Straight, (1930-)
- 1930 Frederick Tillis, (1930-)
- 1930 Gilbert Trythall, (1930-)
- 1930 Nancy Van de Vate, (1930-)
- 1930 Friedrich Voss, (1930-)
- 1931 Frank Ahrold, (1931-)
- 1931 David N. Baker, (1931-)
- 1931 Martin Boykan, (1931-)
- 1931 Lucia Dlugoszewski, (1931-)
- 1931 Joan Guinjoan, (1931-)
- 1931 Donald Harris, (1931-)
- 1931 Rudolf Komorous, (1931-)
- 1931 Alvin Lucier, (1931-)
- 1931 Donald Martino, (1931-2005)
- 1931 Joyce Mekeel, (1931-)
- 1931 Arne Nordheim, (1931-2010)
- 1931 Raoul Pleskow, (1931-)
- 1931 Makoto Shinohara, (1931-)
- 1931 Gregg Smith, (1931-)
- 1931 Peter Pindar Stearns, (1931-)
- 1931 Anthony Strilko, (1931-)
- 1931 Antonio Tauriello, (1931-2011)
- 1931 Henry Weinberg, (1931-)
- 1931 Peter Westergaard, (1931-)
- 1931 Malcolm Williamson, (1931-2003)
- 1932 Elaine Barkin, (1932-)
- 1932 Newell Kay Brown, (1932-)
- 1932 John Barnes Chance, (1932-)
- 1932 Michael Colgrass, (1932-)
- 1932 Richard Diciedue, (1932-)
- 1932 Alexander Goehr, (1932-2024)
- 1932 M. William Karlins, (1932-)
- 1932 Lothar Klein, (1932-)
- 1932 Henri Lazarof, (1932-)
- 1932 Peter Todd Lewis, (1932-)
- 1932 Robert Lombardo, (1932-)
- 1932 Per Nørgård, (1932-)
- 1932 Seppo Nummi, (1932-1981)
- 1932 Pauline Oliveros, (1932-)
- 1932 Harold Owen, (1932-)
- 1932 Enrique Raxach, (1932-)
- 1932 Max Schubel, (1932-)
- 1932 Robert Sherlaw-Johnson, (1932-)
- 1932 Sergei Slonimsky, (1932-)
- 1932 Alan Stout, (1932-)
- 1932 Stanley Walden, (1932-)
- 1932 Lawrence Widdoes, (1932-)
- 1932 Hugh Wood, (1932-)
- 1932 Luigi Zaninelli, (1932-)
- 1932 Ramon Zupko, (1932-)
- 1933 Garland Anderson, (1933-)
- 1933 Alden Ashforth, (1933-)
- 1933 Leonardo Balada, (1933-)
- 1933 Easley Blackwood, (1933-)
- 1933 Ramiro Cortes, (1933-)
- 1933 Robert Dennis, (1933-)
- 1933 Toshi Ichiyanagi, (1933-)
- 1933 Morris Knight, (1933-)
- 1933 Antonio Ruiz-Pipó, (1933-1997)
- 1933 Eric Salzman, (1933-)
- 1933 Joel Spiegelman, (1933-)
- 1933 Morton Subotnick, (1933-)
- 1933 Roland Trogan, (1933-)
- 1934 Harrison Birtwistle, (1934-)
- 1934 Mario Davidovsky, (1934-2019)
- 1934 Peter Dickinson, (1934-)
- 1934 Zsolt Durkó, (1934-1997)
- 1934 Joanne Forman, (1934-)
- 1934 Sydney Hodkinson, (1934-)
- 1934 William Mathias, (1934-)
- 1934 Peter Maxwell Davies, (1934-)
- 1934 André Prévost, (1934-)
- 1934 Nicolas Roussakis, (1934-)
- 1934 Sherwood Shaffer, (1934-)
- 1934 Walter Steffens, (1934-)
- 1934 Robert Stern, (1934-)
- 1934 Kenneth Timm, (1934-)
- 1934 Gerhard Track, (1934-)
- 1934 Fisher Tull, (1934-)
- 1934 Richard Wernick, (1934-)
- 1935 Jack Behrens, (1935-)
- 1935 William Fischer, (1935-)
- 1935 Samuel Jones, (1935-)
- 1935 Phillip Lambro, (1935-)
- 1935 Lawson Lunde, (1935-)
- 1935 John MacIvor Perkins, (1935-)
- 1935 Folke Rabe, (1935-)
- 1935 Loren Rush, (1935-)
- 1935 Iman Soeteman, (1935-)
- 1936 Richard Rodney Bennett, (1936-2012)
- 1936 Stuart Dempster, (1936-)
- 1936 Friedhelm Dohl, (1936-)
- 1936 Malcolm Forsyth, (1936-)
- 1936 Gerardo Gandini, (1936-)
- 1936 David Gilbert, (1936-)
- 1936 Frederick Lesemann, (1936-)
- 1936 Ami Maayani, (1936-2019)
- 1936 Carman Moore, (1936-)
- 1936 Hector Quintanar, (1936-)
- 1936 Lucie Robert-Diessel, (1936-)
- 1936 Lionel Rogg, (1936-)
- 1936 Walter Ross, (1936-)
- 1936 Robert Suderburg, (1936-)
- 1936 Erich Urbanner, (1936-)
- 1936 David Ward-Steinman, (1936-)
- 1937 Joseph Baber, (1937-)
- 1937 David Bedford, (1937-2011)
- 1937 Gordon Crosse, (1937-2021)
- 1937 David Del Tredici, (1937-)
- 1937 Brian Fennelly, (1937-)
- 1937 John Ferritto, (1937-)
- 1937 George Flynn, (1937-)
- 1937 Jon Hassell, (1937-)
- 1937 Katherine Hoover, (1937-)
- 1937 Donald Jenni, (1937-)
- 1937 Karl Franz Muller, (1937-)
- 1937 Bo Nilsson, (1937-)
- 1937 Olly Wilson, (1937-)
- 1938 William Bolcom, (1938-)
- 1938 Paul Chihara, (1938-)
- 1938 Jean Claude Eloy, (1938-)
- 1938 Charles Fussell, (1938-)
- 1938 Calvin Hampton, (1938-)
- 1938 John Harbison, (1938-)
- 1938 John Heiss, (1938-)
- 1938 Ellsworth Milburn, (1938-)
- 1938 Dexter Morrill, (1938-)
- 1938 Morgan Powell, (1938-)
- 1938 Stanley Silverman, (1938-)
- 1938 Harvey Sollberger, (1938-)
- 1938 Yuji Takahashi, (1938-)
- 1938 Joan Tower, (1938-)
- 1938 Philip Winsor, (1938-)
- 1938 Charles Wuorinen, (1938-)
- 1938 Paul Zonn, (1938-)
- 1939 John Cheetham, (1939-)
- 1939 John B. Foley, (1939-)
- 1939 William Hellermann, (1939-)
- 1939 William Hibbard, (1939-)
- 1939 Boyde W. Hood, (1939-)
- 1939 James Hopkins, (1939-)
- 1939 Roger Kellaway, (1939-)
- 1939 Fredric Myrow, (1939-)
- 1939 Marlos Nobre, (1939-)
- 1939 Patrick Purswell, (1939-)
- 1939 Phillip Ramey, (1939-)
- 1939 David Saturen, (1939-)
- 1939 Robert Selig, (1939-)
- 1939 Ma Shui-Lung, (1939-)
- 1939 David Stock, (1939-)
- 1939 Richard Trythall, (1939-)
- 1939 Ellen Taaffe Zwilich, (1939-)

### Naissances 1940-1949
- 1940 Leon Balai, (1940-)
- 1940 Edwin Dugger, (1940-)
- 1940 Talib Rasul Hakim, (1940-)
- 1940 René Koering, (1940-)
- 1940 Barbara Kolb, (1940-)
- 1940 Daniel Lentz, (1940-)
- 1940 Wendell Logan, (1940-)
- 1940 Trygve Madsen, (1940-)
- 1940 Roscoe Mitchell, (1940-)
- 1940 Richard Orton, (1940-)
- 1940 Boris Pillin, (1940-)
- 1940 Werner Pirchner, (1940-)
- 1940 Stuart Raleigh, (1940-)
- 1940 Phillip Rhodes, (1940-)
- 1940 Lewis Spratlan, (1940-)
- 1940 Richard Toensing, (1940-)
- 1940 Gerald Warfield, (1940-)
- 1940 Frank Zappa, (1940-1993)
- 1941 Stephen Albert, (1941-1992)
- 1941 David Cope, (1941-)
- 1941 Curtis Curtis-Smith, (1941-)
- 1941 Kay Gardner, (1941-)
- 1941 Dinu Ghezzo, (1941-)
- 1941 Wilfried Hiller, (1941-)
- 1941 Roger Johnson, (1941-)
- 1941 Ronald Keezer, (1941-)
- 1941 Robert MacDougall, (1941-)
- 1941 Walter Mays, (1941-)
- 1941 Anthony Newman, (1941-)
- 1941 Janko Nilovic, (1941-)
- 1941 Ronald Perera, (1941-)
- 1941 Frank Proto, (1941-)
- 1941 Richard Wilson (en), (1941-)
- 1941 Gheorghe Zamfir, (1941-)
- 1942 Christer Danielsson, (1942-)
- 1942 Charles Dodge, (1942-)
- 1942 David Fanshawe, (1942-)
- 1942 Ingram Marshall, (1942-)
- 1942 Priscilla McLean, (1942-)
- 1942 Charles Morrow, (1942-)
- 1942 Chinary Ung, (1942-)
- 1943 William E. Duckworth, (1943-)
- 1943 Ross Edwards, (1943-)
- 1943 Franz Furrer, (1943-)
- 1943 Harley Gaber, (1943-)
- 1943 Anthony Iannaccone, (1943-)
- 1943 Fred Lerdahl, (1943-)
- 1943 Larry Lockwood, (1943-)
- 1943 Miklos Maros, (1943-)
- 1943 Robert Morris, (1943-)
- 1943 Dennis Riley, (1943-)
- 1943 Joseph Schwantner, (1943-)
- 1943 Roger Smalley, (1943-)
- 1943 Tison Street, (1943-)
- 1943 Leslie Thimmig, (1943-)
- 1943 Udo Zimmermann, (1943-)
- 1944 William H. Albright, (1944-)
- 1944 René-Louis Baron, (1944-)
- 1944 Barry Conyngham, (1944-)
- 1944 Paul Lansky, (1944-)
- 1944 Raymond Luedeke, (1944-)
- 1944 Pehr Henrik Nordgren, (1944-2008)
- 1944 John Rodby, (1944-)
- 1944 Allen Schindler, (1944-)
- 1944 Stephen Scott (en), (1944-)
- 1944 Michael Webster, (1944-)
- 1945 James Fulkerson, (1945-)
- 1945 Robert Gerster, (1945-)
- 1945 Keith Jarrett, (1945-)
- 1945 Harris Lindenfield, (1945-)
- 1945 Russell Peck, (1945-)
- 1945 Štěpán Rak, (1945-)
- 1945 Russell Riepe, (1945-)
- 1945 William Vollinger, (1945-)
- 1945 Martin Wesley-Smith, (1945-)
- 1945 Judith Lang Zaimont, (1945-)
- 1945 Andrew Zatman, (1945-)
- 1946 Martin Bresnick, (1946-)
- 1946 Frederick Geissler, (1946-)
- 1946 Trent Kynaston, (1946-)
- 1946 Peter Lieberson, (1946-2011)
- 1946 Robert Pollock, (1946-)
- 1946 Robert Xavier Rodriguez, (1946-)
- 1946 Pierre Robert Schwob, (1946-)
- 1947 Jeffrey Kaufman, (1947-)
- 1947 Paul Patterson, (1947-)
- 1947 Anthony Plog, (1947-)
- 1947 Shulamit Ran, (1947-)
- 1947 Sōmei Satō, (1947-)
- 1947 Paul Schoenfield, (1947-)
- 1947 Faye Ellen Silverman, (1947-)
- 1947 Barry Truax, (1947-)
- 1947 Stomu Yamashta, (1947-)
- 1948 Michael Berkeley, (1948-)
- 1948 Robert E. Henderson, (1948-)
- 1948 Nathan Ivan Kaplan, (1948-)
- 1948 Andrew Lloyd Webber, (1948-)
- 1948 Erik Lundborg, (1948-)
- 1948 Kirk Nurock, (1948-)
- 1948 Stuart Smith (en), (1948-)
- 1948 Dan Welcher, (1948-)
- 1948 Mark Zuckerman, (1948-)
- 1949 Kalevi Aho, (1949-)
- 1949 An Lun Huang, (1949-)
- 1949 Leo Nestor, (1949-)
- 1949 Stephen Paulus, (1949-)
- 1949 Christopher Rouse, (1949-)
- 1949 Kevin Volans, (1949-)

### Naissances 1950-1961
- 1950 David DeBoor Canfield, (1950-)
- 1950 Libby Larson, (1950-)
- 1950 William Matthews, (1950-)
- 1951 Brian Israel, (1951-)
- 1953 Tod Machover, (1953-)
- 1955 Tibor Szemzo, (1955-)
- 1956 Jouni Kaipainen, (1956-)
- 1956 Nikita Koshkin, (1956-)
- 1956 Samuel Zyman, (1956-)
- 1958 Michael Jackson, (1958-2009)
- 1961 Mylène Farmer, (1961-)